# تساي تشين
تساي تشين (بالصينية: 蔡琴) هي كاتِبة ومغنية ومؤلفة وممثلة صينية، ولدت في 30 نوفمبر 1936 في شانغهاي في الصين.

## أعمال

### أفلام
- أنت فقط تعيش مرتين[7]
- الآن أنت تراني 2[8][9]
- انفجار[10]
- ذا إنتربريتر[11]
- فظيع[12]
- كازينو رويال[13][14][15][16]
- مذكرات فتاة الغيشا[17]

### مسلسلات
- تشريح غراي
- عملاء شيلد

## وصلات خارجية
- تساي تشين على موقع IMDb (الإنجليزية)
- تساي تشين على موقع ألو سيني (الفرنسية)
- تساي تشين على موقع ميوزك برينز (الإنجليزية)
- تساي تشين على موقع أول موفي (الإنجليزية)
- تساي تشين على موقع قاعدة بيانات برودواي على الإنترنت (الإنجليزية)
- تساي تشين على موقع قاعدة بيانات الأفلام السويدية (السويدية)
- تساي تشين على موقع أول ميوزيك (الإنجليزية)
- تساي تشين على موقع ديسكوغز (الإنجليزية)
- تساي تشين على موقع قاعدة بيانات الفيلم (الإنجليزية)
- تساي تشين على موقع كينوبويسك (الروسية)